# 浙商证券
浙商证券股份有限公司（上交所：601878），简称浙商证券，是总部位于浙江省杭州市的综合性证券公司，成立于2002年5月9日。

## 历史
在证监会公布的2016年证券公司分类结果中，浙商证券被评为BBB级。
2017年6月26日，浙商证券在上海证券交易所A股主板上市。
2021年7月24日，中国证券监督管理委员会发布《2021年证券公司分类结果》，其中浙商证券被评为A级，与2020年持平。

## 违法违规事件

### 营业部总经理单位行贿罪、在职坐牢
2019年9月，中国基金报等媒体报道，渤海证券重庆建新东路证券营业部总经理代正琼，利用渤海证券工作人员身份，贿赂国家工作人员，向重庆高管行贿265万和两块劳力士手表，并伙同浙商证券上海固定收益部原总经理曹海兵违规搞“副业”，三年套取国有企业2000多万元中介费。最终，代正琼因单位行贿罪被捕，但服刑期间仍在渤海证券任职，直至2019年6月才办理离职备案。